# 阿飛正傳 (1955年電影)
《无因的反叛》（英語：Rebel Without a Cause）是一部1955年的美國劇情片，由尼古拉斯·雷執導，占士·甸、娜妲麗·華及薩·米尼奧主演。電影描述一名青少年在新到洛杉磯後轉入新高中，認識了一名好友及女朋友後的故事。

## 剧情
五十年代中期，在洛杉矶，有个叫吉姆·史塔克的半大小子，因为大晚上喝醉了酒在街上闹事，被抓进了警察局的少年感化部门。在局子里，他碰上了另外两个人：一个叫约翰，外号“柏拉图”的男孩，这小子是因为弄死了一窝小狗被带来的；还有一个叫朱迪的女孩，她是因为违反了宵禁令，太晚还在外面晃悠被抓的。他们三个呢，都分别跟警官吐露了自己心里的苦水和烦心事，原来啊，这仨孩子家里头都有问题，过得都不顺心。吉姆这边，他爸妈（弗兰克和卡罗尔）老是吵个没完，这让他特别痛苦。更让他受不了的是，他爸那个人特别怂，在他妈面前一点主见都没有，完全不敢顶撞；再加上他那个特爱掺和事的奶奶，家里简直一团糟。等他爸妈来领他的时候，吉姆憋不住了，一股脑儿地把这些不满和挫败感都冲着负责案子的警官雷·弗雷米克发泄了出来。
朱迪呢，她觉得自从自己长大，不再是小不点儿之后，她爸就老不搭理她。为了能让爸爸注意到自己，她就故意穿那种特别惹眼的衣服，想吸引他注意，结果呢，反倒被她爸骂她是“不知廉耻的脏东西”。至于柏拉图，他爹在他还很小、刚会走路那会儿就扔下家跑了，他妈又常年不在家，所以他基本上就是靠家里的保姆照顾大的。
第二天是吉姆转去道森高中的第一天。在上学路上，他又碰见了朱迪，就想顺路载她一程。但朱迪好像对他不太感冒，没答应，反而上了她那帮“朋友”的车。这帮人其实是一群小混混，带头的是个叫巴兹·冈德森的家伙，他也是朱迪当时的男朋友。在学校里，其他同学都不怎么搭理吉姆，只有柏拉图主动过来跟他交朋友，而且慢慢地，柏拉图开始特别崇拜吉姆，简直把他当成了偶像。
有一次，学校组织去格里菲斯天文台搞活动，活动完了之后，巴兹故意找茬，挑衅吉姆，还提出要跟他用刀子比划比划；结果吉姆占了上风，把巴兹手里的弹簧刀给打掉了，然后他自己也把刀扔了。巴兹为了保住自己老大的面子，就提议去偷几辆车，到海边的悬崖上玩一种叫“懦夫游戏”（Chickie Run）的危险比赛。回家以后，吉姆心里挺矛盾的，就拐弯抹角地问他爸，要是遇到危险情况，要不要为了维护自己的尊严去冒险。但他爸弗兰克却劝他，不管怎么样都别跟人硬碰硬。到了晚上玩“懦夫游戏”的时候，出事了！巴兹夹克袖子上的一根带子不巧缠在了车门把手上，导致他没法及时跳车，连人带车一起冲下了悬崖，当场摔死了。警察很快就来了，巴兹那帮手下吓得四散逃跑，把朱迪一个人丢在了原地，但吉姆看不下去，就劝朱迪跟自己和柏拉图一起赶紧离开。
后来，吉姆跟他爸妈坦白了自己跟这起死亡车祸有关，还想过去警察局自首。他妈卡罗尔一听，又开始嚷嚷着说他们得赶紧搬家。吉姆急了，求他爸弗兰克能替他说句话，硬气一回。但他爸还是老样子，蔫了吧唧的。吉姆彻底失望了，气得动了手，打了他爸一下，然后就摔门跑出去，想去警察局自首。可到了警局，值班的警察根本不把他当回事，把他给打发走了。
吉姆只好开车回家，没想到朱迪正在等他。她为之前因为碍于那帮朋友的面子、对他态度不好而道歉。经历了这么多事，两个人互相理解了，感情迅速升温，很快就喜欢上了对方。他们俩约定再也不回各自那个让人不开心的家了。吉姆提议说，咱们一起去柏拉图之前提到过的一个废弃的大宅子吧。
可就在这时候，柏拉图被巴兹那帮人里的三个家伙给堵住了。他们认定了是吉姆向警察告密，才害死了巴兹。他们抢走了柏拉图的地址簿，打算去找吉姆算账；柏拉图赶紧回家偷了他妈的手枪，跑去给吉姆和朱迪报信，最后，他在那座废弃的宅子里找到了他们。
三个人在这个空旷的大宅子里，像过家家一样，假装成一个理想中的家庭。后来柏拉图睡着了，吉姆和朱迪就悄悄离开，去宅子的别处探险，在那里，他们情不自禁地接吻了，那是他们的初吻。
麻烦的是，巴兹那几个手下还是找到了宅子，把柏拉图给弄醒了。柏拉图本来就惊魂未定，这下更是又怕又慌，乱之中竟然开枪打伤了其中一个混混。吉姆听到枪声赶回来，想去抱住、稳住柏拉图，但柏拉图这时候情绪激动，觉得吉姆也要抛弃他了，就甩开吉姆跑了出去。
柏拉图一路狂奔，跑回了他们白天去过的格里菲斯天文台，把自己锁在了里面。这时候，大批警察也赶到了，包括之前认识吉姆的弗雷米克警官，还有一直担心地在找吉姆的他爸妈（弗兰克和卡罗尔）。吉姆和朱迪也跟着跑进了天文台，在那里吉姆找到柏拉图，耐心地劝他，让他把枪给自己，自己就把身上这件红色的夹克给他；吉姆接过枪的时候，偷偷把里面的子弹给卸了下来，然后才把空枪还给他，接着，吉姆继续劝说柏拉图跟他一起出来。
可是，当他们走到天文台外面时，警察只看到柏拉图手里还拿着枪，立刻开枪，柏拉图当场中弹身亡，他们根本不知道吉姆已经把子弹拿出来了。弗兰克走上前，安慰着悲痛欲绝的儿子，发誓自己以后要做一个更好的父亲。吉姆终于和父母和解了，然后把朱迪介绍给了他们。

## 演員
- 占士·甸 飾 Jim Stark
- 娜妲麗·華 飾 Judy
- 薩·米尼奧 飾 John "Plato" Crawford
- Jim Backus 飾 Frank Stark
- Ann Doran 飾 Carol Stark
- Corey Allen 飾 Buzz Gunderson
- William Hopper 飾 Judy的父親
- Rochelle Hudson 飾 Judy的母親
- Edward Platt 飾 Ray Fremick
- Nick Adams 飾 Chick
- Frank Mazzola 飾 Crunch
- Dennis Hopper 飾 Goon
- Virginia Brissac 飾 Grandma Stark
- Jack Grinnage 飾 Moose
- Marietta Canty 飾 Crawford家女傭
- Beverly Long 飾 Helen
- Steffi Sidney 飾 Mil
- Jack Simmons 飾 Cookie
- John Righetti 飾 The Big Rig

## 外部連結
- 美国电影学会目录上的《Rebel Without a Cause》（英文）
- 互联网电影数据库（IMDb）上《阿飛正傳》的资料（英文）
- TCM电影资料库上《阿飛正傳》的资料（英文）
- AllMovie上《阿飛正傳》的资料（英文）
- 爛番茄上《阿飛正傳》的資料（英文）